# Walmir Amaral
Walmir Amaral de Oliveira (Rio de Janeiro, 2 de dezembro de 1939 – 10 de janeiro de 2024) foi um quadrinista brasileiro.

## Carreira
Começou sua carreira nos anos 1950 na Rio Gráfica Editora, onde trabalhou até os anos 1990 cuidando especialmente dos roteiros e desenhos de quadrinhos diversos gêneros: terror (lendas e relatos sobrenaturais na revista X-9), policial (As Aventuras do Anjo), aventura (O Fantasma, Mandrake), faroeste (Flecha Ligeira, Cavaleiro Fantasma, Cavaleiro Negro e Texas Kid), capas para Flash Gordon, Kripta e Águia Negra. Também foi um dos responsáveis pela revista Gibi Semanal.
Na Editora Outubro, ilustrou histórias do caubói mascarado O Vingador, a editora mudaria de nome para Taika, nessa época, ilustrou histórias de Zhor, o atlanta. Na Editora Abril, ilustrou histórias do Zorro baseadas na  série da Disney, Herculóides da Hanna-Barbera na revista Heróis da TV e a série Alex e Cris, publicada na Revista Crás. Também ilustrou O Fantasma para editora Saber e quadrinhos eróticos para a Grafipar. Em 2011, foi um dos artistas responsáveis pela arte da adaptação de Noite na Taverna de Álvares de Azevedo, roteirizada por Reinaldo Seriacopi para a série Clássicos Brasileiros em HQ da Editora Ática.

## Prêmios
- Em 1990, ganhou o Prêmio Angelo Agostini na categoria "Mestre do Quadrinho Nacional".[18]
- Em 1997, ganhou o Troféu HQ Mix de "grande mestre".[15][19][20][13]